# تپه حسن نوران
تپه حسن نوران مربوط به سدهٔ ۶ تا ۸ ه.ق است و در شهرستان اشنویه، بخش مرکزی، دهستان اشنویه شمالی، روستای حسن نوران واقع شده و این اثر در تاریخ ۲۸ شهریور ۱۳۸۶ با شمارهٔ ثبت ۱۹۵۸۵ به‌عنوان یکی از آثار ملی ایران به ثبت رسیده است.